# John Sumegi
John Sumegi, född den 27 oktober 1954 i Orange, Australien, är en australisk kanotist.
Han tog OS-silver i K-1 500 meter i samband med de olympiska kanottävlingarna 1980 i Moskva.